# Puchar Narodów Europy 2010–2012/Dywizja 1
Pierwsza dywizja Pucharu Narodów Europy podzielona jest na dwie „poddywizje”. Do Dywizji 1B awansuje najlepszy zespół Dywizji 2A.

## Dywizja 1A
|    | Drużyna    | Mecze | Wygrane | Remisy | Przegrane | Bilans punktów | Różnica | Punkty dodatkowe | Punkty |
| -- | ---------- | ----- | ------- | ------ | --------- | -------------- | ------- | ---------------- | ------ |
| 1. | Gruzja     | 10    | 9       | 0      | 1         | 316:83         | + 233   | 6                | 42     |
| 2. | Rumunia    | 10    | 6       | 0      | 4         | 302:108        | + 194   | 8                | 32     |
| 3. | Hiszpania  | 10    | 5       | 0      | 5         | 225:275        | – 50    | 6                | 26     |
| 4. | Rosja      | 10    | 5       | 0      | 5         | 212:2478       | – 45    | 5                | 25     |
| 5. | Portugalia | 10    | 4       | 0      | 6         | 215:230        | – 15    | 5                | 21     |
| 6. | Ukraina    | 10    | 1       | 0      | 9         | 124:441        | – 317   | 1                | 5      |

### Sezon pierwszy (2011)
| 5 lutego 201115:00 UTC+4 | Gruzja | 62:3(24:0) | Ukraina        | Stadion Micheila Meschiego, Tbilisi Sędzia: Cyril Lafon |
| 5 lutego 201115:00 UTC+4 | Kwirikaszwili 10 (5pd), Abuseridze 5 (P), Czchaidze 5 (P), Gugawa 5 (P), Kaczarawa 5 (P), Maczchaneli 5 (P), Natriaszwili 5 (P), Samcharadze 5 (P), Urdżukaszwili 5 (P), Zirakaszwili 5 (P), Malaguradze 2 (pd) | 62:3(24:0) | Kosariew 3 (K) | Stadion Micheila Meschiego, Tbilisi Sędzia: Cyril Lafon |

| 5 lutego 201115:00 WET (UTC±0) | Portugalia                                                     | 24:17(24:3) | Rumunia                                                      | Estádio Universitário, Lizbona Sędzia: David Jones |
| 5 lutego 201115:00 WET (UTC±0) | Gardener 9 (3pd K), Aguilar 5 (P), Oliveira 5 (P), Silva 5 (P) | 24:17(24:3) | Cazan 5 (P), Dumbravă 5 (pd K), Nicolae 5 (P), Vlaicu 2 (pd) | Estádio Universitário, Lizbona Sędzia: David Jones |
| 5 lutego 201115:00 WET (UTC±0) | Girão                                                          | 24:17(24:3) | Tonița                                                       | Estádio Universitário, Lizbona Sędzia: David Jones |

| 5 lutego 201116:00 CET (UTC+1) | Hiszpania                                                                   | 24:28(3:15) | Rosja                                                                                    | Estadio Nacional Complutense, Madryt Sędzia: Stefano Mancini |
| 5 lutego 201116:00 CET (UTC+1) | Rouet 6 (3pd), M. Auzqui 5 (P), Moreno 5 (P), Tudela 5 (P), Jorajuria 3 (K) | 24:28(3:15) | Kusznariow 10 (2pd 2K), Griesiew 5 (P), Januszkin 5 (P), Ostrouszko 5 (P), Raczkow 3 (K) | Estadio Nacional Complutense, Madryt Sędzia: Stefano Mancini |

| 12 lutego 201114:00 MSK (UTC+4) | Rosja                                | 19:21(9:13) | Portugalia                                    | Stadion Centralny, Soczi Sędzia: Stéphan Pomarede |
| 12 lutego 201114:00 MSK (UTC+4) | Artiemjew 10 (2P), Kusznariow 9 (3K) | 19:21(9:13) | Gardener 11 (pd 3K), Acosta 5 (P), Foro 5 (P) | Stadion Centralny, Soczi Sędzia: Stéphan Pomarede |

| 12 lutego 201115:00 UTC+4 | Gruzja | 60:0(27:0) | Hiszpania | Stadion Micheila Meschiego, Tbilisi Sędzia: Greg Garner |
| 12 lutego 201115:00 UTC+4 | Kwirikaszwili 16 (P 4pd K), Chamaszuridze 5 (P), Gugawa 5 (P), Kaczarawa 5 (P), Labadze 5 (P), Natriaszwili 5 (P), Urdżukaszwili 5 (P), Zibzibadze 5 (P), Malaguradze 4 (2pd) | 60:0(27:0) |           | Stadion Micheila Meschiego, Tbilisi Sędzia: Greg Garner |

| 26 lutego 201115:00 WET (UTC±0) | Portugalia       | 12:13(6:10) | Gruzja                                                     | Estádio Universitário, Lizbona Sędzia: Claudio Passacantando |
| 26 lutego 201115:00 WET (UTC±0) | Gardener 12 (4K) | 12:13(6:10) | Kaczarawa 5 (P), Malaguradze 5 (pd K), Kwirikaszwili 3 (K) | Estádio Universitário, Lizbona Sędzia: Claudio Passacantando |
| 26 lutego 201115:00 WET (UTC±0) | Czchaidze        | 12:13(6:10) |                                                            | Estádio Universitário, Lizbona Sędzia: Claudio Passacantando |

| 26 lutego 201116:00 EET (UTC+2) | Rumunia                                                    | 33:3(9:3) | Rosja       | Stadionul Arcul de Triumf, Bukareszt Widzów: 1 200 Sędzia: John Paul Doyle |
| 26 lutego 201116:00 EET (UTC+2) | Vlaicu 18 (3pd 4K), Carpo 5 (P), Sîrbu 5 (P), Zebega 5 (P) | 33:3(9:3) | Kuzin 3 (K) | Stadionul Arcul de Triumf, Bukareszt Widzów: 1 200 Sędzia: John Paul Doyle |

| 26 lutego 201116:00 CET (UTC+1) | Hiszpania                                                                           | 35:13(14:3) | Ukraina                                                  | Estadio Nacional Complutense, Madryt Sędzia: Cameron Rudkin |
| 26 lutego 201116:00 CET (UTC+1) | Aubanell 10 (5pd), Cook 5 (P), Heredia 5 (P), Roca 5 (P), Rofes 5 (P), Tudela 5 (P) | 35:13(14:3) | D. Kirsanow 5 (P), Nowokreszczenow 5 (P), Kosariew 3 (K) | Estadio Nacional Complutense, Madryt Sędzia: Cameron Rudkin |
| 26 lutego 201116:00 CET (UTC+1) | Negrillo                                                                            | 35:13(14:3) | Krasylnyk                                                | Estadio Nacional Complutense, Madryt Sędzia: Cameron Rudkin |

| 12 marca 201115:00 UTC+4 | Gruzja                                                         | 18:11(15:6) | Rumunia                       | Stadion Micheila Meschiego, Tbilisi Widzów: ponad 20 000 Sędzia: David Wilkinson |
| 12 marca 201115:00 UTC+4 | Maisuradze 7 (P pd), Kwirikaszwili 6 (2K), Chamaszuridze 5 (P) | 18:11(15:6) | Vlaicu 6 (2K), Popârlan 5 (P) | Stadion Micheila Meschiego, Tbilisi Widzów: ponad 20 000 Sędzia: David Wilkinson |

| 12 marca 201115:00 EET (UTC+2) | Ukraina          | 5:41(0:24) | Rosja | Stadion Spartak, Odessa Sędzia: Éric Gauzins |
| 12 marca 201115:00 EET (UTC+2) | Krawczenko 5 (P) | 5:41(0:24) | Raczkow 9 (3pd K), Fatachow 5 (P), Galinowski 5 (P), Graczew 5 (P), Korszunow 5 (P), Ostrouszko 5 (P), Szakirow 5 (P), Klucznikow 2 (pd) | Stadion Spartak, Odessa Sędzia: Éric Gauzins |
| 12 marca 201115:00 EET (UTC+2) | Raczkow          | 5:41(0:24) | | Stadion Spartak, Odessa Sędzia: Éric Gauzins |

| 12 marca 201116:00 CET (UTC+1) | Hiszpania                           | 25:10(13:10) | Portugalia                     | Estadio Nacional Complutense, Madryt Sędzia: Mauro Dordolo |
| 12 marca 201116:00 CET (UTC+1) | Heredia 20 (pd 6K), Ayestaran 5 (P) | 25:10(13:10) | Silveria 5 (P), Gardener 3 (K) | Estadio Nacional Complutense, Madryt Sędzia: Mauro Dordolo |
| 12 marca 201116:00 CET (UTC+1) | Servino                             | 25:10(13:10) |                                | Estadio Nacional Complutense, Madryt Sędzia: Mauro Dordolo |

| 19 marca 201115:00 MSK (UTC+4) | Rosja          | 9:15(3:3) | Gruzja                                                       | Stadion Centralny, Soczi Sędzia: Patrick Pechambert |
| 19 marca 201115:00 MSK (UTC+4) | Raczkow 9 (3K) | 9:15(3:3) | Bregwadze 5 (P), Kwirikaszwili 5 (pd K), karne przyłożenie 5 | Stadion Centralny, Soczi Sędzia: Patrick Pechambert |
| 19 marca 201115:00 MSK (UTC+4) | Zirakaszwili   | 9:15(3:3) |                                                              | Stadion Centralny, Soczi Sędzia: Patrick Pechambert |

| 19 marca 201115:00 WET (UTC±0) | Portugalia | 46:24(25:10) | Ukraina                                                                  | Estádio Universitário, Lizbona Sędzia: Dudley Phillips |
| 19 marca 201115:00 WET (UTC±0) | Gardener 7 (2pd K), Aguilar 5 (P), Alves 5 (P), Bardy 5 (P), Esteves 5 (P), Leal 5 (P), Le Roux 5 (P), Silva 5 (P), Cabral 4 (2pd) | 46:24(25:10) | Kosariew 9 (3pd K), M. Kirsanow 5 (P), Malaguradze 5 (P), Miszynow 5 (P) | Estádio Universitário, Lizbona Sędzia: Dudley Phillips |
| 19 marca 201115:00 WET (UTC±0) | Alves | 46:24(25:10) | Krawczenko                                                               | Estádio Universitário, Lizbona Sędzia: Dudley Phillips |

| 19 marca 201117:00 EET (UTC+2) | Rumunia | 64:8(17:3) | Hiszpania                      | Stadionul Arcul de Triumf, Bukareszt Widzów: 2 200 Sędzia: Johann van der Merwe |
| 19 marca 201117:00 EET (UTC+2) | Dumbravă 11 (4pd K), Calafeteanu 10 (2P), Dumitraș 10 (2P), Vlaicu 8 (4pd), Fercu 5 (P), Gál 5 (P), Ianuș 5 (P), Lemnaru 5 (P), V. Ursache 5 (P) | 64:8(17:3) | Delgado 5 (P), Jorajuria 3 (K) | Stadionul Arcul de Triumf, Bukareszt Widzów: 2 200 Sędzia: Johann van der Merwe |

| 20 sierpnia 201115:00 EEST (UTC+3) | Ukraina                           | 16:41(9:19) | Rumunia | Stadion Sokiła, Lwów Sędzia: Leighton Hodges |
| 20 sierpnia 201115:00 EEST (UTC+3) | Kosariew 11 (pd 3K), Czajka 5 (P) | 16:41(9:19) | Dumbravă 7 (2pd K), Dimofte 5 (P), Dumitraș 5 (P), Fercu 5 (P), Nicolae 5 (P), Rațiu 5 (P), Surugiu 5 (P), Vlaicu 4 (2pd) | Stadion Sokiła, Lwów Sędzia: Leighton Hodges |
| 20 sierpnia 201115:00 EEST (UTC+3) | Dima                              | 16:41(9:19) | | Stadion Sokiła, Lwów Sędzia: Leighton Hodges |

### Sezon rewanżowy (2012)
| 4 lutego 201214:00 EET (UTC+2) | Rumunia                                          | 15:7(5:7) | Portugalia                 | Stadionul Arcul de Triumf, Bukareszt Sędzia: Mark Patton |
| 4 lutego 201214:00 EET (UTC+2) | Lemnaru 5 (P), A. Ursache 5 (P), Vlaicu 5 (pd K) | 15:7(5:7) | Aguilar 5 (P), Leal 2 (pd) | Stadionul Arcul de Triumf, Bukareszt Sędzia: Mark Patton |
| 4 lutego 201214:00 EET (UTC+2) | Lucaci · A. Ursache                              | 15:7(5:7) | Bardy                      | Stadionul Arcul de Triumf, Bukareszt Sędzia: Mark Patton |

| 11 lutego 201216:00 CET (UTC+1) | Hiszpania                                              | 25:18(18:8) | Gruzja                                                                     | Estadio Nacional Complutense, Madryt Sędzia: David Wilkinson |
| 11 lutego 201216:00 CET (UTC+1) | Peluchon 10 (2pd 2K), Sempere 10 (2P), Visensang 5 (P) | 25:18(18:8) | Basilaia 5 (P), Datunaszwili 5 (P), Maczchaneli 5 (P), Kwirikaszwili 3 (K) | Estadio Nacional Complutense, Madryt Sędzia: David Wilkinson |
| 11 lutego 201216:00 CET (UTC+1) | Czchaidze · Todua                                      | 25:18(18:8) |                                                                            | Estadio Nacional Complutense, Madryt Sędzia: David Wilkinson |

| 11 lutego 201216:00 WET (UTC±0) | Portugalia                                                         | 32:33(20:16) | Rosja                                                                        | Estádio Nacional, Lizbona Sędzia: Ian Davies |
| 11 lutego 201216:00 WET (UTC±0) | Ricardo 12 (3pd dg K), Foro 10 (2P), Gardener 5 (P), Spachuk 5 (P) | 32:33(20:16) | Ostrouszko 10 (2P), Kusznariow 9 (3pd K), Riabow 9 (3K), Simplikiewicz 5 (P) | Estádio Nacional, Lizbona Sędzia: Ian Davies |
| 11 lutego 201216:00 WET (UTC±0) | Cnobiładze · Riabow                                                | 32:33(20:16) |                                                                              | Estádio Nacional, Lizbona Sędzia: Ian Davies |

| 25 lutego 201211:45 EET (UTC+2) | Ukraina              | 6:41(6:20) | Hiszpania                                                                | Stadion Spartak, Ałuszta Sędzia: Rhys Thomas |
| 25 lutego 201211:45 EET (UTC+2) | Kosariew 6 (2K)      | 6:41(6:20) | Peluchon 19 (P 4pd 2K), Sempere 12 (2P pd) Phipps 5 (P), Visensang 5 (P) | Stadion Spartak, Ałuszta Sędzia: Rhys Thomas |
| 25 lutego 201211:45 EET (UTC+2) | Kramarenko · Radczuk | 6:41(6:20) | Hutchinson                                                               | Stadion Spartak, Ałuszta Sędzia: Rhys Thomas |

| 25 lutego 201214:00 MSK (UTC+4) | Rosja                                                                                          | 0:25(0:12) | Rumunia | Stadion Centralny, Soczi Sędzia: Cédric Marchat |
| 25 lutego 201214:00 MSK (UTC+4) | Apostol 5 (P), Carpo 5 (P), Petre 5 (P), Calafeteanu 3 (K), Vlaicu 2 (pd), karne przyłożenie 5 | 0:25(0:12) |         | Stadion Centralny, Soczi Sędzia: Cédric Marchat |

| 25 lutego 201215:00 UTC+4 | Gruzja                                                                                           | 32:7(7:0) | Portugalia                  | Stadion Awchala, Tbilisi Sędzia: Marius Mitrea |
| 25 lutego 201215:00 UTC+4 | Beriszwili 12 (3pd 2K), Basilaia 5 (P), Mamukaszwili 5 (P), Nariaszwili 5 (P), Samcharadze 5 (P) | 32:7(7:0) | Bardy 5 (P), Ricardo 2 (pd) | Stadion Awchala, Tbilisi Sędzia: Marius Mitrea |

| 10 marca 201214:00 MSK (UTC+4) | Rosja | 38:19(21:12) | Ukraina                                             | Stadion Centralny, Soczi Sędzia: Vlad Iordachescu |
| 10 marca 201214:00 MSK (UTC+4) | Riabow 11 (4pd K), Antonow 5 (P), Babajew 5 (P), Otrokow 5 (P), Simplikiewicz 5 (P), Titow 5 (P), Kusznariow 2 (pd) | 38:19(21:12) | Kosariew 9 (P 2pd), Kramarenko 5 (P), Łomakin 5 (P) | Stadion Centralny, Soczi Sędzia: Vlad Iordachescu |
| 10 marca 201214:00 MSK (UTC+4) | Ponomarenko | 38:19(21:12) |                                                     | Stadion Centralny, Soczi Sędzia: Vlad Iordachescu |

| 10 marca 201217:00 EET (UTC+2) | Rumunia                                        | 13:19(10:6) | Gruzja                                    | Stadionul Arcul de Triumf, Bukareszt Widzów: ponad 4 000 Sędzia: John Paul Doyle |
| 10 marca 201217:00 EET (UTC+2) | Calafeteanu 6 (2K), Carpo 5 (P), Vlaicu 2 (pd) | 13:19(10:6) | Kwirikaszwili 14 (pd 4K), Kaczarawa 5 (P) | Stadionul Arcul de Triumf, Bukareszt Widzów: ponad 4 000 Sędzia: John Paul Doyle |
| 10 marca 201217:00 EET (UTC+2) | Lucaci · Lucaci                                | 13:19(10:6) | Maczchaneli · Koleliszwili                | Stadionul Arcul de Triumf, Bukareszt Widzów: ponad 4 000 Sędzia: John Paul Doyle |

| 10 marca 201215:00 WET (UTC±0) | Portugalia                                 | 23:17(6:8) | Hiszpania                            | Estádio Municipal Sérgio Conceição, Coimbra Widzów: 3 000 Sędzia: Claudio Passacantando |
| 10 marca 201215:00 WET (UTC±0) | Leal 9 (2dg K), V. Uva 5 (P), Tadjer 5 (P) | 23:17(6:8) | Peluchon 12 (3dg K), B. Auzqui 5 (P) | Estádio Municipal Sérgio Conceição, Coimbra Widzów: 3 000 Sędzia: Claudio Passacantando |
| 10 marca 201215:00 WET (UTC±0) | Guerrero                                   | 23:17(6:8) |                                      | Estádio Municipal Sérgio Conceição, Coimbra Widzów: 3 000 Sędzia: Claudio Passacantando |

| 17 marca 201215:00 UTC+4 | Gruzja | 46:0(17:0) | Rosja | Stadion Micheila Meschiego, Tbilisi Sędzia: Mathieu Raynal |
| 17 marca 201215:00 UTC+4 | Kwirikaszwili 16 (5pd 2K), Maczchaneli 10 (2P), Abuseridze 5 (P), Czchaidze 5 (P), Datunaszwili 5 (P), Gorgodze 5 (P) | 46:0(17:0) |       | Stadion Micheila Meschiego, Tbilisi Sędzia: Mathieu Raynal |

| 17 marca 201214:00 EET (UTC+2) | Ukraina                                                                                       | 35:33(13:16) | Portugalia                                                       | Stadion Spartak, Odessa Widzów: 3 500 Sędzia: Laurent Cardona |
| 17 marca 201214:00 EET (UTC+2) | Kosariew 15 (3pd 3K), Cerkowny 5 (P), Malaguradze 5 (P), Monastyr´ow 5 (P), Ponomarenko 5 (P) | 35:33(13:16) | Ricardo 16 (2pd 4K), Aguilar 10 (2P), G. Uva 5 (P), Costa 2 (pd) | Stadion Spartak, Odessa Widzów: 3 500 Sędzia: Laurent Cardona |
| 17 marca 201214:00 EET (UTC+2) | Krasylnyk                                                                                     | 35:33(13:16) |                                                                  | Stadion Spartak, Odessa Widzów: 3 500 Sędzia: Laurent Cardona |

| 17 marca 201216:00 CET (UTC+1) | Hiszpania                                       | 13:12(3:6) | Rumunia             | Estadio Nacional Complutense, Madryt Sędzia: Cameron Rudkin |
| 17 marca 201216:00 CET (UTC+1) | Peluchon 6 (dg K), Rolls 5 (P), Aubanell 2 (pd) | 13:12(3:6) | Calafeteanu 12 (4K) | Estadio Nacional Complutense, Madryt Sędzia: Cameron Rudkin |

| 31 marca 201217:00 EEST (UTC+3) | Rumunia | 71:0(26:0) | Ukraina        | Stadionul Arcul de Triumf, Bukareszt Sędzia: Stéphane Pomarede |
| 31 marca 201217:00 EEST (UTC+3) | Calafeteanu 10 (5pd), Macovei 10 (2P), Rosca 10 (2P), Vlaicu 6 (3pd), Căpățână 5 (P), Danila 5 (P), Gál 5 (P), Gorcioaia 5 (P), Lemnaru 5 (P), Niacșu 5 (P), karne przyłożenie 5 | 71:0(26:0) |                | Stadionul Arcul de Triumf, Bukareszt Sędzia: Stéphane Pomarede |
| 31 marca 201217:00 EEST (UTC+3) | Dinis | 71:0(26:0) | Kikaczeiszwili | Stadionul Arcul de Triumf, Bukareszt Sędzia: Stéphane Pomarede |

| 19 maja 201215:00 MSK (UTC+4) | Rosja                                                                      | 41:37(21:6) | Hiszpania                                                          | Stadion Sławy, Moskwa Sędzia: Andrew Small |
| 19 maja 201215:00 MSK (UTC+4) | Kusznariow 21 (3pd 5K), Artiemjew 10 (2P), Antonow 5 (P), Ostrouszko 5 (P) | 41:37(21:6) | Peluchon 17 (4pd 3K), Ascarat 10 (2P), Blanco 5 (P), Labadie 5 (P) | Stadion Sławy, Moskwa Sędzia: Andrew Small |
| 19 maja 201215:00 MSK (UTC+4) | Triszin                                                                    | 41:37(21:6) |                                                                    | Stadion Sławy, Moskwa Sędzia: Andrew Small |

| 9 czerwca 201217:00 UTC+4 | Ukraina           | 3:33(0:14) | Gruzja                                                                          | Stadion Awchala, Tbilisi Sędzia: Stefano Mancini |
| 9 czerwca 201217:00 UTC+4 | Delijerhiew 3 (K) | 3:33(0:14) | Kiasaszwili 13 (P 4pd), Gudżaridze 5 (P), Maczchaneli 10 (2P), Szakiradze 5 (P) | Stadion Awchala, Tbilisi Sędzia: Stefano Mancini |

### Najlepiej punktujący zawodnicy
Wymieniono tylko tych graczy, którzy uzyskali co najmniej 40 punktów.
- Merab Kwirikaszwili (73)
- Mathieu Peluchon (64)
- Ołeh Kosariew (56)
- Florin Vlaicu (53)
- Jurij Kusznariow (51)
- Joseph Gardener (47)
- Valentin Calafeteanu (41)

## Dywizja 1B
|    | Drużyna  | Mecze | Wygrane | Remisy | Przegrane | Bilans punktów | Różnica | Punkty dodatkowe | Punkty |
| -- | -------- | ----- | ------- | ------ | --------- | -------------- | ------- | ---------------- | ------ |
| 1. | Belgia   | 10    | 9       | 0      | 1         | 303:149        | + 154   | 4                | 40     |
| 2. | Polska   | 10    | 6       | 1      | 3         | 238:189        | + 49    | 5                | 31     |
| 3. | Mołdawia | 10    | 5       | 1      | 4         | 194:211        | – 17    | 4                | 26     |
| 4. | Niemcy   | 10    | 4       | 0      | 6         | 229:212        | + 17    | 6                | 22     |
| 5. | Czechy   | 10    | 4       | 0      | 6         | 160:217        | – 57    | 4                | 20     |
| 6. | Holandia | 10    | 1       | 0      | 9         | 153:299        | – 146   | 2                | 6      |

### Sezon pierwszy (2010/2011)
| 9 października 201013:00 CEST (UTC+2) | Czechy                                                           | 20:15(7:7) | Polska                              | Stadion ragby Císařka, Praga Sędzia: Patrick Beriot |
| 9 października 201013:00 CEST (UTC+2) | Vokrouhlík 8 (pd 2K), Okleštěk 5 (P), Rohlík 5 (P), Čížek 2 (pd) | 20:15(7:7) | Hotowski 10 (2P), Chartier 5 (pd K) | Stadion ragby Císařka, Praga Sędzia: Patrick Beriot |

| 13 listopada 201014:00 CET (UTC+1) | Czechy             | 12:24(9:24) | Belgia                                                                 | Stadion ragby Císařka, Praga Sędzia: Radu Petrescu |
| 13 listopada 201014:00 CET (UTC+1) | Vokrouhlík 12 (4K) | 12:24(9:24) | Meeùs 9 (3K), Eppe 5 (P), Haghedooren 5 (P), Orban 3 (K), Rouge 2 (pd) | Stadion ragby Císařka, Praga Sędzia: Radu Petrescu |
| 13 listopada 201014:00 CET (UTC+1) | Wognitsch          | 12:24(9:24) |                                                                        | Stadion ragby Císařka, Praga Sędzia: Radu Petrescu |

| 13 listopada 201018:00 CET (UTC+1) | Polska                                                  | 25:36(22:17) | Mołdawia                                                                                | Narodowy Stadion Rugby, Gdynia Sędzia: Wadim Pichowkin |
| 13 listopada 201018:00 CET (UTC+1) | Banaszek 10 (2pd 2K), Beccuau 10 (2P), Siepielski 5 (P) | 25:36(22:17) | Prepeliță 10 (2P), Titică 10 (2P), Găgăuz 9 (3pd K), Castraveț 5 (P), V. Cobîlaș 2 (pd) | Narodowy Stadion Rugby, Gdynia Sędzia: Wadim Pichowkin |

| 20 listopada 201014:30 CET (UTC+1) | Niemcy                                       | 17:22(14:9) | Polska                            | Sportanlage in der Feldgerichtstraße, Frankfurt nad Menem Sędzia: Pedro Murinello |
| 20 listopada 201014:30 CET (UTC+1) | Heimpel 7 (2pd K), Güngör 5 (P), Hauck 5 (P) | 17:22(14:9) | Chartier 17 (pd 5K), Bobryk 5 (P) | Sportanlage in der Feldgerichtstraße, Frankfurt nad Menem Sędzia: Pedro Murinello |
| 20 listopada 201014:30 CET (UTC+1) | Schmidt                                      | 17:22(14:9) |                                   | Sportanlage in der Feldgerichtstraße, Frankfurt nad Menem Sędzia: Pedro Murinello |

| 20 listopada 201014:30 CET (UTC+1) | Holandia                                         | 13:25(3:8) | Czechy                                                              | Nationaal Rugby Centrum, Amsterdam Widzów: 400 Sędzia: Igotz Gallastegi |
| 20 listopada 201014:30 CET (UTC+1) | Cornelisse 5 (P), Grimbergen 5 (P), Koenen 3 (K) | 13:25(3:8) | Vokrouhlík 10 (2pd 2K), Kolář 5 (P), Opravil 5 (P), Wognitsch 5 (P) | Nationaal Rugby Centrum, Amsterdam Widzów: 400 Sędzia: Igotz Gallastegi |
| 20 listopada 201014:30 CET (UTC+1) | van Leĳnen                                       | 13:25(3:8) |                                                                     | Nationaal Rugby Centrum, Amsterdam Widzów: 400 Sędzia: Igotz Gallastegi |

| 27 listopada 201014:30 CET (UTC+1) | Holandia                      | 10:29(10:18) | Niemcy                                                           | Nationaal Rugby Centrum, Amsterdam Sędzia: Stephano Marrama |
| 27 listopada 201014:30 CET (UTC+1) | Cornelisse 5 (P), Bloem 5 (P) | 10:29(10:18) | Heimpel 14 (pd 4K), Keinhorst 5 (P), Liebig 5 (P), Widiker 5 (P) | Nationaal Rugby Centrum, Amsterdam Sędzia: Stephano Marrama |
| 27 listopada 201014:30 CET (UTC+1) | Brenner · Poppmeier           | 10:29(10:18) |                                                                  | Nationaal Rugby Centrum, Amsterdam Sędzia: Stephano Marrama |

| 12 stycznia 201115:00 CET (UTC+1) | Belgia                        | 20:5(11:0) | Mołdawia         | Stadion Króla Baudouina I (A2), Bruksela Sędzia: João Mourinha |
| 12 stycznia 201115:00 CET (UTC+1) | Williams 15 (5K), Billi 5 (P) | 20:5(11:0) | M. Cobîlaș 5 (P) | Stadion Króla Baudouina I (A2), Bruksela Sędzia: João Mourinha |
| 12 stycznia 201115:00 CET (UTC+1) | V. Arhip · Matveev            | 20:5(11:0) |                  | Stadion Króla Baudouina I (A2), Bruksela Sędzia: João Mourinha |

| 12 marca 201114:30 CET (UTC+1) | Niemcy                                              | 23:29(13:26) | Czechy                                | Fritz-Grunebaum-Sportpark, Heidelberg Widzów: 2 000 Sędzia: Tony Răduță |
| 12 marca 201114:30 CET (UTC+1) | Heimpel 13 (2pd 3K), G. Franke 5 (P), Schmidt 5 (P) | 23:29(13:26) | Vokrouhlík 19 (2pd 5K), Kutil 10 (2P) | Fritz-Grunebaum-Sportpark, Heidelberg Widzów: 2 000 Sędzia: Tony Răduță |
| 12 marca 201114:30 CET (UTC+1) | M. Franke                                           | 23:29(13:26) |                                       | Fritz-Grunebaum-Sportpark, Heidelberg Widzów: 2 000 Sędzia: Tony Răduță |

| 12 marca 201119:15 CET (UTC+1) | Polska                                                   | 28:21(9:6) | Belgia                                                      | Narodowy Stadion Rugby, Gdynia Widzów: 2 800 Sędzia: Bruno Bessot |
| 12 marca 201119:15 CET (UTC+1) | Chartier 18 (P 2pd 3K), Gargasson 5 (P), Vaissière 5 (P) | 28:21(9:6) | Williams 8 (pd 2K), Dienst 5 (P), Jadot 5 (P), Meeùs 3 (dg) | Narodowy Stadion Rugby, Gdynia Widzów: 2 800 Sędzia: Bruno Bessot |
| 12 marca 201119:15 CET (UTC+1) | Bartoszek · Kaszuba                                      | 28:21(9:6) | Rongé                                                       | Narodowy Stadion Rugby, Gdynia Widzów: 2 800 Sędzia: Bruno Bessot |

| 19 marca 201115:00 EET (UTC+2) | Mołdawia                                                                      | 24:16(12:3) | Czechy                                                  | Stadion Dinamo, Kiszyniów Widzów: 4 000 Sędzia: Marius Mitrea |
| 19 marca 201115:00 EET (UTC+2) | Prepeliță 5 (P), Romanov 5 (P), Titică 5 (P), Voloșciuc 5 (P), Găgăuz 4 (2pd) | 24:16(12:3) | Jirman 5 (P), Kolář 5 (P), Čížek 3 (K), Okleštěk 3 (dg) | Stadion Dinamo, Kiszyniów Widzów: 4 000 Sędzia: Marius Mitrea |
| 19 marca 201115:00 EET (UTC+2) | Průša                                                                         | 24:16(12:3) |                                                         | Stadion Dinamo, Kiszyniów Widzów: 4 000 Sędzia: Marius Mitrea |

| 19 marca 201115:00 CET (UTC+1) | Belgia                                 | 28:25(18:13) | Niemcy                                                           | Bruksela Sędzia: Félix Villegas |
| 19 marca 201115:00 CET (UTC+1) | Williams 18 (P 2pd 3K), Berger 10 (2P) | 28:25(18:13) | Jordaan 10 (2P), Heimpel 8 (pd 2K), Strauch 5 (P), Güngör 2 (pd) | Bruksela Sędzia: Félix Villegas |
| 19 marca 201115:00 CET (UTC+1) | Krause                                 | 28:25(18:13) |                                                                  | Bruksela Sędzia: Félix Villegas |

| 2 kwietnia 201115:00 EEST (UTC+3) | Mołdawia                                              | 28:15(13:8) | Niemcy                                                     | Stadion Dinamo, Kiszyniów Sędzia: Radu Petrescu |
| 2 kwietnia 201115:00 EEST (UTC+3) | Găgăuz 13 (2pd 3K), Prepeliță 10 (2P), D. Arhip 5 (P) | 28:15(13:8) | Kasten 5 (P), Liebig 5 (P), G. Franke 3 (K), Güngör 2 (pd) | Stadion Dinamo, Kiszyniów Sędzia: Radu Petrescu |
| 2 kwietnia 201115:00 EEST (UTC+3) | Bajutin                                               | 28:15(13:8) | Brenner                                                    | Stadion Dinamo, Kiszyniów Sędzia: Radu Petrescu |

| 16 kwietnia 201119:45 CEST (UTC+2) | Polska                                                                               | 32:18(17:0) | Holandia                                        | Stadion Hutnika, Kraków Sędzia: Stefano Marrama |
| 16 kwietnia 201119:45 CEST (UTC+2) | Chartier 9 (3pd K), Popławski 8 (P K), Hotowski 5 (P), Ławski 5 (P), Vaissière 5 (P) | 32:18(17:0) | Koenen 8 (pd dg K), Altink 5 (P), Viguurs 5 (P) | Stadion Hutnika, Kraków Sędzia: Stefano Marrama |

| 23 kwietnia 201114:00 CEST (UTC+2) | Holandia                                  | 18:30(6:17) | Belgia                                                                 | Nationaal Rugby Centrum, Amsterdam Sędzia: Horațiu Bărgăunaș |
| 23 kwietnia 201114:00 CEST (UTC+2) | Koenen 8 (pd 2K), Jehee 5 (P), Knox 5 (P) | 18:30(6:17) | Williams 15 (P 2pd dg K), Guns 5 (P), Haghedooren 5 (P), Mulumba 5 (P) | Nationaal Rugby Centrum, Amsterdam Sędzia: Horațiu Bărgăunaș |
| 23 kwietnia 201114:00 CEST (UTC+2) | Smith                                     | 18:30(6:17) | Mulumba                                                                | Nationaal Rugby Centrum, Amsterdam Sędzia: Horațiu Bărgăunaș |

| 30 kwietnia 201112:15 EEST (UTC+3) | Mołdawia                                       | 22:15(12:8) | Holandia                                          | Stadion Dinamo, Kiszyniów Sędzia: Ucza Warimanidze |
| 30 kwietnia 201112:15 EEST (UTC+3) | Titică 10 (2P), Găgăuz 7 (2pd K), Baleca 5 (P) | 22:15(12:8) | Koenen 5 (pd K), Roovers 5 (P), van de Ruit 5 (P) | Stadion Dinamo, Kiszyniów Sędzia: Ucza Warimanidze |
| 30 kwietnia 201112:15 EEST (UTC+3) | Garello · Smith                                | 22:15(12:8) |                                                   | Stadion Dinamo, Kiszyniów Sędzia: Ucza Warimanidze |

### Sezon rewanżowy (2011/2012)
| 15 października 201119:40 CEST (UTC+2) | Polska                                               | 20:13(10:6) | Czechy                                        | Stadion im. Ojca Władysława Augustynka, Nowy Sącz Sędzia: Akim Hadj Bachir |
| 15 października 201119:40 CEST (UTC+2) | Chartier 10 (2pd 2K), Gabunia 5 (P), Vaissière 5 (P) | 20:13(10:6) | Vokrouhlík 6 (2K), Kutil 5 (P), Jursík 2 (pd) | Stadion im. Ojca Władysława Augustynka, Nowy Sącz Sędzia: Akim Hadj Bachir |

| 5 listopada 201115:00 CET (UTC+1) | Belgia | 55:0(31:0) | Czechy | Stadion Króla Baudouina I (A2), Bruksela Widzów: ok. 5000 Sędzia: Giuseppe Vivarini |
| 5 listopada 201115:00 CET (UTC+1) | Williams 15 (P 5pd), Fierro 10 (2P), Berger 5 (P), Debaty 5 (P), Eppe 5 (P), Massimi 5 (P), Meeùs 5 (P), Plasman 5 (P) | 55:0(31:0) |        | Stadion Króla Baudouina I (A2), Bruksela Widzów: ok. 5000 Sędzia: Giuseppe Vivarini |

| 12 listopada 201113:00 EET (UTC+2) | Mołdawia                                                    | 17:17(12:0) | Polska                                                             | Stadion Dinamo, Kiszyniów Sędzia: Radu Petrescu |
| 12 listopada 201113:00 EET (UTC+2) | Bulgac 5 (P), Castraveț 5 (P), Romanov 5 (P), Găgăuz 2 (pd) | 17:17(12:0) | Buchało 5 (pd K), Gabunia 5 (P), Łukasiewicz 5 (P), Stępień 2 (pd) | Stadion Dinamo, Kiszyniów Sędzia: Radu Petrescu |
| 12 listopada 201113:00 EET (UTC+2) | Gaijon · Mahu                                               | 17:17(12:0) | Bobryk                                                             | Stadion Dinamo, Kiszyniów Sędzia: Radu Petrescu |

| 12 listopada 201114:00 CET (UTC+1) | Niemcy                                                                | 23:7(15:0) | Holandia                        | Hanower Sędzia: Pedro Murinello |
| 12 listopada 201114:00 CET (UTC+1) | Armitage 5 (P), Hauck 5 (P), May 5 (P), Kasten 5 (pd K), Sauer 3 (dg) | 23:7(15:0) | Barendregt 5 (P), Koenen 2 (pd) | Hanower Sędzia: Pedro Murinello |
| 12 listopada 201114:00 CET (UTC+1) | Danso · Hauck · Widiker                                               | 23:7(15:0) | Motazed                         | Hanower Sędzia: Pedro Murinello |

| 19 listopada 201114:00 CET (UTC+1) | Czechy                                                                    | 22:10(10:10) | Holandia            | Stadion ragby Císařka, Praga Sędzia: Władimir Wołowik |
| 19 listopada 201114:00 CET (UTC+1) | Jirman 5 (P), Rohlík 5 (P), Wognitsch 5 (P), Němeček 5 (P), Jursík 2 (pd) | 22:10(10:10) | Lingsma 10 (P pd K) | Stadion ragby Císařka, Praga Sędzia: Władimir Wołowik |
| 19 listopada 201114:00 CET (UTC+1) | Kutil · Nešpor                                                            | 22:10(10:10) |                     | Stadion ragby Císařka, Praga Sędzia: Władimir Wołowik |

| 19 listopada 201119:30 CET (UTC+1) | Polska                                                     | 34:8(20:8) | Niemcy                        | Stadion MOSiR, Gdańsk Sędzia: Igotz Gallastegi |
| 19 listopada 201119:30 CET (UTC+1) | Chartier 24 (2P 4pd 2K), Hotowski 5 (P), Łukasiewicz 5 (P) | 34:8(20:8) | Himmer 5 (P), Parkinson 3 (K) | Stadion MOSiR, Gdańsk Sędzia: Igotz Gallastegi |

| 26 listopada 201112:45 CET (UTC+1) | Czechy                        | 6:13(3:5) | Mołdawia                                      | Stadion Josefa Kohouta, Říčany Sędzia: Horațiu Bărgăunaș |
| 26 listopada 201112:45 CET (UTC+1) | Jursík 3 (K), Okleštěk 3 (dg) | 6:13(3:5) | An. Baltag 5 (P), Romanov 5 (P), Găgăuz 3 (K) | Stadion Josefa Kohouta, Říčany Sędzia: Horațiu Bărgăunaș |

| 25 lutego 201215:00 CET (UTC+1) | Belgia | 58:3(17:3) | Holandia  | Stadion Króla Baudouina I (A2), Bruksela Widzów: 7 800 Sędzia: Charles Samson |
| 25 lutego 201215:00 CET (UTC+1) | Berger 15 (3P), Haghedooren 10 (2P), Williams 8 (4pd), Demolder 5 (P), Dienst 5 (P), Neill 5 (P), Plasman 5 (P), karne przyłożenie (5) | 58:3(17:3) | Nas 3 (K) | Stadion Króla Baudouina I (A2), Bruksela Widzów: 7 800 Sędzia: Charles Samson |
| 25 lutego 201215:00 CET (UTC+1) | Bonhof · Danen · van Osch? · Motazeb · Bonhof                                                                                          | 58:3(17:3) |           | Stadion Króla Baudouina I (A2), Bruksela Widzów: 7 800 Sędzia: Charles Samson |

| 10 marca 201213:00 EET (UTC+2) | Mołdawia                          | 16:17(3:7) | Belgia                                                 | Stadion Dinamo, Kiszyniów Sędzia: Christophe Labaune |
| 10 marca 201213:00 EET (UTC+2) | Găgăuz 11 (pd 3K), D. Arhip 5 (P) | 16:17(3:7) | Williams 7 (2pd K), Hendrickx 5 (P), Miriallakis 5 (P) | Stadion Dinamo, Kiszyniów Sędzia: Christophe Labaune |
| 10 marca 201213:00 EET (UTC+2) | Bulgac · An. Baltag               | 16:17(3:7) | Wende                                                  | Stadion Dinamo, Kiszyniów Sędzia: Christophe Labaune |

| 10 marca 201213:00 CET (UTC+1) | Czechy                                      | 17:20(0:10) | Niemcy                                                      | Stadion ragby Císařka, Praga Sędzia: Robert Diaconescu |
| 10 marca 201213:00 CET (UTC+1) | Čížek 7 (2pd dg), Černý 5 (P), Jirman 5 (P) | 17:20(0:10) | Heimpel 5 (pd K), Kasten 5 (P), Manawatu 5 (P), Sauer 5 (P) | Stadion ragby Císařka, Praga Sędzia: Robert Diaconescu |
| 10 marca 201213:00 CET (UTC+1) | Němeček                                     | 17:20(0:10) | Güngör · Strappazon · Widiker                               | Stadion ragby Císařka, Praga Sędzia: Robert Diaconescu |

| 17 marca 201215:00 CET (UTC+1) | Niemcy                                                              | 29:30(22:9) | Belgia                                                            | Heusenstamm Sędzia: Matteo Liperini |
| 17 marca 201215:00 CET (UTC+1) | Manawatu 14 (P 3pd K), Armstrong 5 (P), Kasten 5 (P), Strauch 5 (P) | 29:30(22:9) | Williams 15 (3pd 3K), Verschelden 5 (P), 2 karne przyłożenia (10) | Heusenstamm Sędzia: Matteo Liperini |
| 17 marca 201215:00 CET (UTC+1) | Hauck · Strappazon                                                  | 29:30(22:9) |                                                                   | Heusenstamm Sędzia: Matteo Liperini |

| 24 marca 201214:30 CET (UTC+1) | Niemcy                                                                                         | 40:7(16:7) | Mołdawia                      | Heidelberg Sędzia: Vlad Iordachescu |
| 24 marca 201214:30 CET (UTC+1) | Manawatu 11 (P 2K), Kasten 10 (2P), Eckert 5 (P), May 5 (P), Strauch 5 (P), Hilsenbeck 4 (2pd) | 40:7(16:7) | D. Arhip 5 (P), Găgăuz 2 (pd) | Heidelberg Sędzia: Vlad Iordachescu |

| 7 kwietnia 201215:00 CEST (UTC+2) | Belgia                                              | 20:13(11:3) | Polska                           | Stadion Króla Baudouina I (A2), Bruksela Widzów: ok. 2 000 Sędzia: Pedro Murinello |
| 7 kwietnia 201215:00 CEST (UTC+2) | Williams 12 (4K), Fourneau 5 (P), Haghedooren 3 (K) | 20:13(11:3) | Billaud 8 (pd 2K), Gabunia 5 (P) | Stadion Króla Baudouina I (A2), Bruksela Widzów: ok. 2 000 Sędzia: Pedro Murinello |

| 7 kwietnia 201215:00 CEST (UTC+2) | Holandia                                                                                                | 40:26(28:7) | Mołdawia                                                                       | Nationaal Rugby Centrum, Amsterdam Sędzia: Éric Soulan |
| 7 kwietnia 201215:00 CEST (UTC+2) | Bonhof 10 (2P), Koenen 10 (5pd), Brekelmans 5 (P), van den Broek 5 (P), Roovers 5 (P), Stahlecken 5 (P) | 40:26(28:7) | Castraveț 5 (P), V. Cobîlaș 5 (P), Colț 5 (P), Bulgac 2 (pd), Prepeliță 2 (pd) | Nationaal Rugby Centrum, Amsterdam Sędzia: Éric Soulan |

| 21 kwietnia 201215:00 CEST (UTC+2) | Holandia                                                  | 19:32(5:19) | Polska                                                                         | Nationaal Rugby Centrum, Amsterdam Sędzia: Igotz Gallastegi |
| 21 kwietnia 201215:00 CEST (UTC+2) | Baas 5 (P), Boske 5 (P), Brekelmans 5 (P), Koenen 4 (2pd) | 19:32(5:19) | Hotowski 10 (2P), Chartier 7 (2pd K), Gabunia 5 (P), Hebda 5 (P), Ławski 5 (P) | Nationaal Rugby Centrum, Amsterdam Sędzia: Igotz Gallastegi |

### Najlepiej punktujący zawodnicy
Wyszczególniono tylko tych graczy, którzy uzyskali co najmniej 40 punktów.
- Alan Williams (113)
- David Chartier (90)
- Pavel Vokrouhlík (55)
- Alexandru Găgăuz (51)
- Fabian Heimpel (47)
- Leon Koenen (40)